# Janusz Warmiński

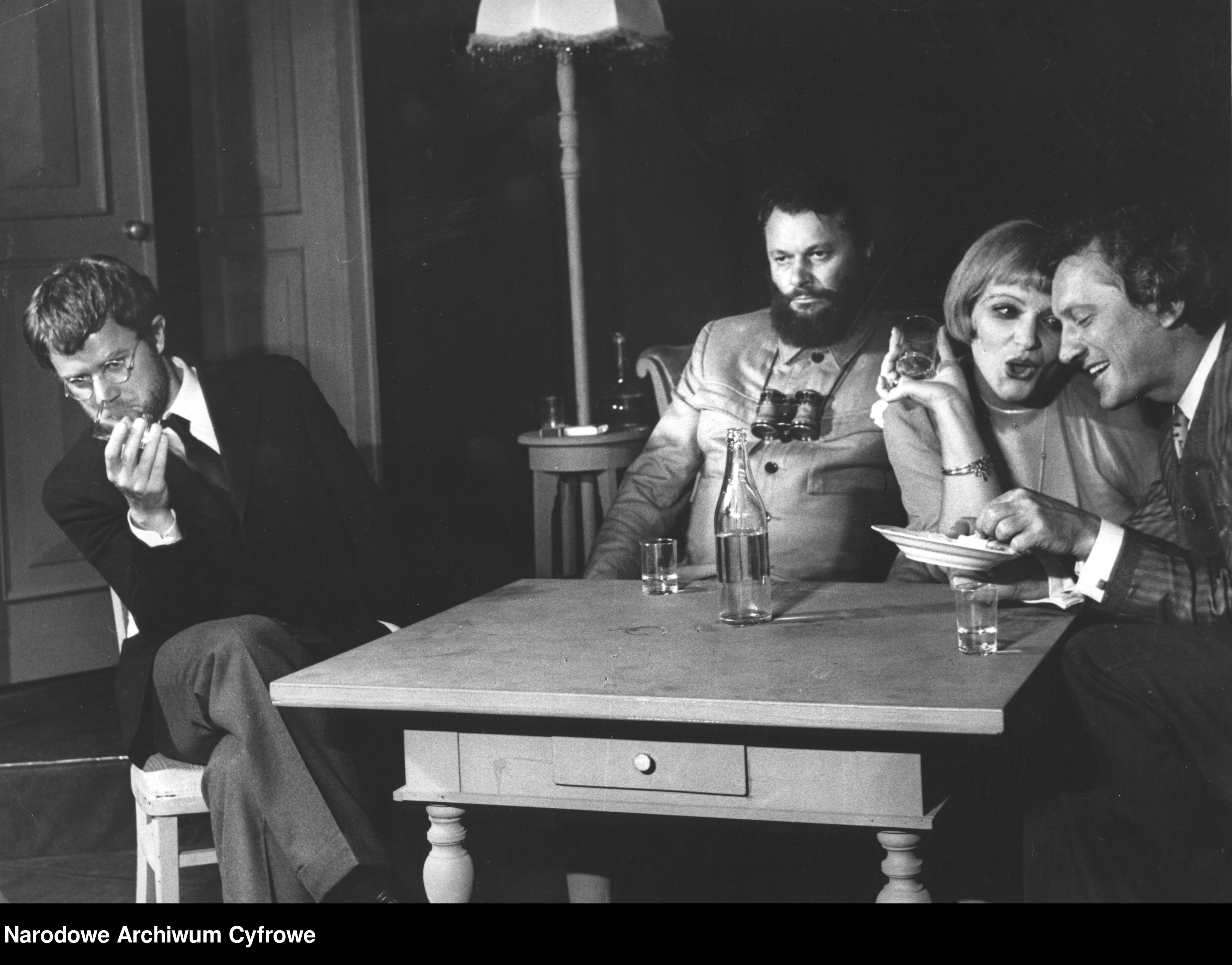
Inscenizacja Skoro go nie ma w reżyserii Janusza Warmińskiego (1973)

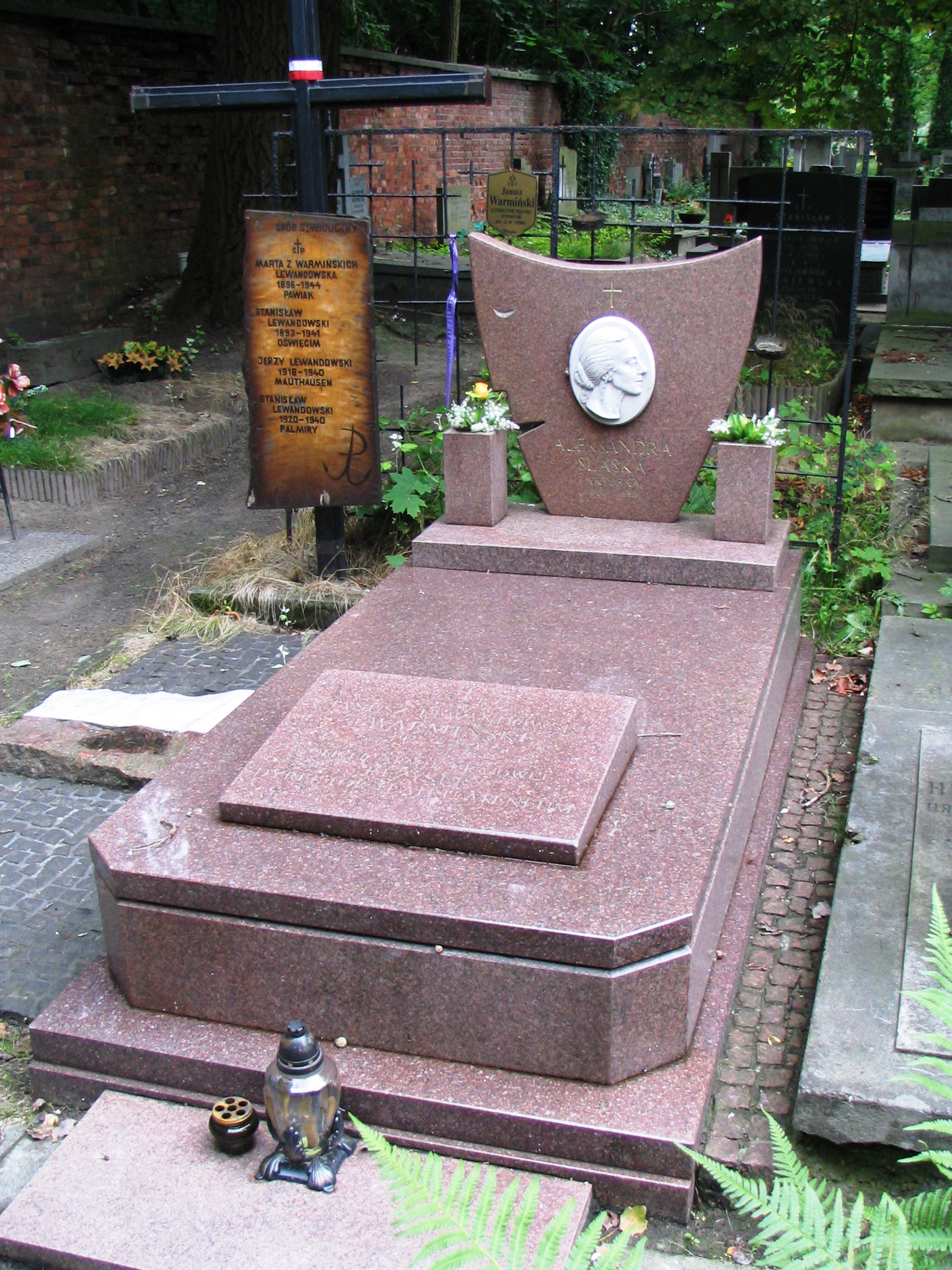
Grób Janusza Warmińskiego i jego żony Aleksandry Śląskiej na cmentarzu Powązkowskim w Warszawie

Janusz Warmiński, właśc. Janusz Lewandowski-Warmiński (ur. 30 września 1922 w Warszawie, zm. 2 listopada 1996 tamże) – polski aktor, reżyser teatralny, dyrektor Teatru Ateneum im. Stefana Jaracza w Warszawie w latach 1952–1958 i 1960–1996.

## Życiorys
W czasie II wojny światowej walczył w szeregach Armii Krajowej (pseudonim Murzyn). W stopniu podchorążego uczestniczył w powstaniu warszawskim, dowodząc plutonem w Grupie „Kampinos”.
Eksternistyczny egzamin aktorski zdał w 1945. W latach 1945–1947 był aktorem i asystentem reżyserów w Teatrze Polskim w Poznaniu, a w latach 1947–1949 w Teatrze Wojska Polskiego w Poznaniu. Lata 1949–1952 spędził w Teatrze Nowym w Łodzi. Był, obok m.in. Kazimierza Dejmka, Danuty Mancewicz, Barbary Rachwalskiej, Janusza Kłosińskiego i Wojciecha Pilarskiego, jednym z założycieli tego teatru. W 1950 zadebiutował jako reżyser przedstawieniem Makar Dubrawa Aleksandra Korniejczuka.
W latach 1952–1958 i 1960–1996 kierował warszawskim Teatrem Ateneum im. Stefana Jaracza. Przez lata swojej dyrekcji uczynił z Ateneum jeden z najważniejszych warszawskich teatrów, podnosząc rangę jego repertuaru. Warmiński stworzył i utrzymywał jeden z najciekawszych zespołów aktorskich. W czasie kierowania teatrem często wykorzystywał współczesny repertuar zachodni. Reżyserował także nowe teksty dramatopisarzy niemieckojęzycznych. Często sięgał po światową klasykę literatury. W latach 70. zrealizował szereg polityczno-historycznych spektakli nawiązujących do historii Polski. Był aktywny prawie do końca życia. Ostatnią premierę zrealizował 10 czerwca 1995. Przygotował też siedem przedstawień dla Teatru Telewizji.
Był członkiem Polskiej Zjednoczonej Partii Robotniczej, z której wystąpił po ogłoszeniu stanu wojennego
Razem z żoną Aleksandrą Śląską pochowany na cmentarzu Powązkowskim w Warszawie (kwatera 339-3-5,6).

## Zrealizowane przedstawienia

### Teatr Nowy w Łodzi
- 1950 – Makar Dubrawa – reżyseria (debiut)
- 1950 – Zwycięstwo – reżyseria
- 1951 – Horsztyński – reżyseria
- 1960 – Śmierć komiwojażera – reżyseria (polska prapremiera)

### Teatr Ateneum w Warszawie
- 1953 – Południk 49 – inscenizacja i reżyseria
- 1953 – Ostatni – reżyseria
- 1953 – Panna Malczewska – reżyseria
- 1954 – Chwasty – reżyseria
- 1954 – Pojedynek – reżyseria
- 1955 – Neapol, miasto milionerów – reżyseria
- 1957 – Yerma – reżyseria
- 1957 – Soledad – reżyseria
- 1957 – Tartuffe, czyli Świętoszek – reżyseria
- 1958 – Tramwaj zwany pożądaniem – reżyseria
- 1960 – Śmierć komiwojażera – reżyseria
- 1961 – Więźniowie z Altony – reżyseria
- 1962 – Andorra – reżyseria
- 1963 – Marie – Octobre – reżyseria
- 1964 – Nocna opowieść – reżyseria
- 1965 – Zamek – opracowanie dramaturgiczne i reżyseria – Janusz Warmiński
- 1965 –  Świadkowie albo nasza mała stabilizacja i śmieszny staruszek – reżyseria (wspólnie ze Zdzisławem Tobiaszem)
- 1966 – Mąż i żona – reżyseria
- 1966 – Incydent w Vichy – reżyseria
- 1967 – Niemcy – reżyseria
- 1967 – Idziemy do wnuka – reżyseria
- 1968 – Biografia – reżyseria
- 1969 – Cena – reżyseria
- 1970 – Aby podnieść różę – reżyseria
- 1970 – Kurdesz – reżyseria
- 1970 – Wszystko o ogrodzie – reżyseria
- 1971 – Biesy – reżyseria
- 1972 – Kuchnia – adaptacja tekstu i reżyseria
- 1973 – Wspólnik – reżyseria
- 1973 – Skoro go nie ma – reżyseria
- 1974 – Bal manekinów – opracowanie dramaturgiczne i reżyseria
- 1975 – Panna Tutli Putli – adaptacja i reżyseria
- 1976 – A miłość nigdy się nie kończy – opracowanie i reżyseria
- 1977 – Mewa – reżyseria
- 1978 – Tryptyk listopadowy – opracowanie dramaturgiczne, inscenizacja i reżyseria
- 1981 – Polonez – reżyseria
- 1981 – Po Hamlecie – reżyseria
- 1982 – Wierzyciele – reżyseria
- 1983 – Hamlet – reżyseria
- 1984 – Matka – reżyseria
- 1986 – Wiśniowy sad – reżyseria
- 1987 – Garaż – reżyseria
- 1989 – Ciemność w południe – reżyseria wspólnie ze Stanisławem Mączyńskim
- 1990 – Małżeństwo pana Mississippi – reżyseria
- 1992 – Detektyw – reżyseria
- 1995 – Za i przeciw – reżyseria

### Teatr Telewizji
- 1993 – Detektyw – reżyseria
- 1979 – Bal manekinów – opracowanie tekstu i reżyseria
- 1973 – W domu z powrotem – adaptacja i reżyseria
- 1971 – Cena – reżyseria
- 1970 – Granica – scenariusz i reżyseria
- 1968 – Łagodna – adaptacja i reżyseria
- 1964 – Śmierć komiwojażera – reżyseria
- 1964 – Człowiek z głową (autor)

## Role teatralne
- 1945 – Matura jako Janos Horvath (reż. Władysław Stoma)
- 1945 – Droga do źródeł jako Przybysz (reż. Stefan Drewicz)
- 1946 – Wesele jako Rycerz (reż. W. Stoma)
- 1946 – Powrót jako Francis (reż. W. Stoma)
- 1946 – Wieczór Trzech Króli jako Sebastian (reż. Bronisław Dąbrowski)
- 1946 – Zamach jako Mirek (reż. Emil Chaberski)
- 1946 – Dlaczego zaraz tragedia jako Miś (reż. Władysław Neubelt)
- 1946 – Cud mniemany, czyli Krakowiacy i Górale (reż. Leon Schiller)
- 1946 – Rewizor jako Żandarm (reż. Karol Borowski)
- 1947 – Dom otwarty jako Adolf (reż. Tadeusz Chmielewski)
- 1947 – Dwa teatry jako Leśniczy (reż. K. Borowski)
- 1947 – Wiele hałasu o nic jako Don Pedro (reż. K. Borowski)
- 1947 – Fircyk w zalotach jako Fircyk (reż. Zofia Modrzewska)
- 1947 – Damy i huzary jako Edmund (reż. Z. Modrzewska)
- 1948 – Omyłka jako Leon (reż. Lidia Zamkow)
- 1948 – Grzegorz Dyndała jako Klitander (reż. Danuta Pietraszkiewicz)
- 1950 – Bohaterowie dnia powszedniego jako Inżynier Nagy (reż. J. Warmiński)

## Ordery i odznaczenia
- Order Sztandaru Pracy II klasy (1979)
- Krzyż Oficerski Orderu Odrodzenia Polski (19 lipca 1954)[7]
- Krzyż Kawalerski Orderu Odrodzenia Polski (22 lipca 1952)[8]
- Krzyż Walecznych (1959)
- Krzyż Partyzancki (1959)
- Medal 30-lecia Polski Ludowej (1974)
- Odznaka 1000-lecia Państwa Polskiego (1966)
- Odznaka tytułu honorowego „Zasłużony dla Kultury Narodowej” (1987)

## Nagrody i wyróżnienia
- Nagroda Państwowa II stopnia za reżyserię własnej sztuki Zwycięstwo w Teatrze Nowym w Łodzi (1951)
- Nagroda artystyczna miasta Warszawy (1966)
- I miejsce w plebiscycie „Tygodnika Kulturalnego” dla spektaklu Cena Arthura Millera w Teatrze Telewizji (1971)
- Nagroda Ministerstwa Kultury i Sztuki I stopnia (1975)
- Nagroda Komitetu ds. Polskiego Radia i Telewizji (1978)
- Nagroda teatralna tygodnika „Przyjaźń” za reżyserię Mewy Antona Czechowa w Teatrze Ateneum w Warszawie (1978)
- Nagroda Miasta Stołecznego Warszawy (1988)
- Nagroda Klubu Biznesmenów „Złota karta” (1993)
- Dyplom Ministerstwa Kultury ZSRR (1979)[9]

Ponadto Medal Komisji Edukacji Narodowej dla Teatru Ateneum im. Stefana Jaracza w Warszawie z okazji pięćdziesięciolecia działalności (1979)